# ニュースブリッジ北九州
『ニュースブリッジ北九州』（ニュースブリッジきたきゅうしゅう）は、NHK北九州放送局が2013年4月1日に放送を開始した平日18時台の『NHKニュース』のローカルワイドニュース番組である。

## 概要
5年間放送された『こんばんは北九州』を刷新したものである。
2012年度の改編で枠内に編成された九州・沖縄ブロック枠『ネットワーク九州沖縄』が当該改編で切り離されたことに伴い、ほぼ全部の枠を企救・遠賀・京築・筑豊と近隣地域のニュースに使うことができるようになった。その結果、従前なかなか設定できなかった独自のコーナーをほぼ日替りで設定するなど、地域情報を充実させている。2015年度の改編で再び、九州・沖縄ブロック枠は内包する形に戻された。一方で、前番組では、福岡局から出していた19時前の広域気象情報が、気象予報士を確保できなかったことにより東京発となった。2017年度より北九州独自の気象予報士が登場するようになった。

## 放送媒体と時間
JOSK-DTV（北九州総合テレビ）
- 2013年4月1日 - 2015年3月27日 平日 18:20 - 19:00
- 2015年3月30日 - 2019年3月29日 平日 18:10 - 19:00
- 2019年4月1日 - 平日 18:30 - 19:00

特記事項
- 2016年度までは18:45 - 18:52に九州・沖縄のニュースを内包。（この時のみ、字幕放送あり）
- 2018年4月から2019年3月まで、オープニング終了後から18:25前後までは福岡局制作の『ロクいち!福岡』をタイトル差し替えの上同時ネットしていたが、2019年4月からは18:10 - 18:30に同番組を単独番組扱いで同時ネットしている。なお、総合テレビの福岡・筑後エリア向け放送を受信出来る環境があれば『ロクいち!福岡』を実質フルネットで視聴出来るほか、2021年11月以降放送常時同時配信・見逃し番組配信サービス「NHKプラス」で同番組の見逃し配信が実施されているため、そちらで北九州・筑豊エリアでネットされていない部分を補完視聴することも可能である。
- 祝日と重なった場合は従前に引き続き18:45からストレートニュースを放送していたが、2018年度より土日を含め18:45 - 18:59に拠点の福岡放送局から「ニュース・気象情報（九州沖縄）」を放送するようになったため廃止された。しかし、2022年度は、テレビの18:45のローカルニュース・気象情報は各局別に再び戻されたが、北九州局では引き続き福岡発の「ニュース645福岡」を放送。2023年度以降、土日以外の祝日は沖縄県を除き「ニュース・気象情報（九州沖縄）」を放送。
- 2023年5月15日より、NHKプラスの「ご当地プラス（九州・沖縄エリア）」において見逃し配信を開始した[2][3]。

## 日替わりコーナー
トークブリッジ（月曜）
放送エリア所縁の人物をスタジオに招きいろいろと話を聞く。従前インタビューコーナーは不定期だった。
ブリッジSports（火曜→月曜）
垂水千佳が神戸局『ニュースKOBE発』へ移籍したことを受け『VIVA!ギラヴァンツ』コーナーを拡充衣替え。新たに福岡ソフトバンクホークスやボルクバレット北九州（フットサルFリーグ）など北九州局エリア内の各種スポーツに関する情報も加えた。なおギラヴァンツ専従キャスターはいないほか、大相撲情報の扱いは未定。
とれたてDO画（ほぼ隔週水曜）
長らく続いた『てれびポスト』コーナーを、全国番組『特ダネ!投稿DO画』に連動させる形でリニューアル。2013年7月以降、各種モバイル端末からの投稿もできるようになった（PCサイトで受付のためフィーチャーフォンを除く）。
この街あの時（2013年度、ほぼ隔週水曜） → 北九州 未来への遺産（2014年度、不定期水曜）
放送開始時発足50周年を迎えた北九州市と近隣地域の歴史を、小倉放送局→北九州放送局が長く撮りためた映像で振り返る企画。
教えて!まりあの暮らしと天気!（水曜）
2019年9月開始。気象予報士の森本まりあによる天気に関する季節の話題と解説。
ブリッジ特集（木曜）
エリアの様々な課題などをテーマを定め、より深く掘り下げるリポート。内容によっては『情報まるごと』などエリア外でも後日扱われる。
金曜フリー枠
金曜については引き続き特に明確な内容設定をせず、『きたきゅうたいむ』との連動企画や『桜の思い出』などの季節特集を設定する。
なお、前番組まで設定されていたアジアの話題を伝えるコーナーは廃止された。

## 出演者
| 期間       | 期間       | キャスター                                                       | キャスター                            | 番組専従リポーター           | 気象予報士                     |
| 期間       | 期間       | 男性                                                             | 女性                                  | 番組専従リポーター           | 気象予報士                     |
| ---------- | ---------- | ---------------------------------------------------------------- | ------------------------------------- | ---------------------------- | ------------------------------ |
| 2013.04.01 | 2013.08.02 | 井原陽介（いはら・ようすけ）                                     | 笠井美穂（かさい・みほ）              | 山田千尋（やまだ・ちひろ）   | （不在）                       |
| 2013.08.05 | 2014.03.28 | 原口雅臣（はらぐち・まさおみ）                                   | 笠井美穂（かさい・みほ）              | 山田千尋（やまだ・ちひろ）   | （不在）                       |
| 2014.03.31 | 2017.03.31 | 原口雅臣（はらぐち・まさおみ）                                   | 笠井美穂（かさい・みほ）              | 坂本麻美（さかもと・まみ）   | （不在）                       |
| 2017.04.03 | 2018.03.30 | 吉松欣史（よしまつ・よしふみ） 猪原智紀（いはら・とものり）      | 笠井美穂（かさい・みほ）              | 山本奈央（やまもと・なお）   | 佐藤万里奈（さとう・まりな）   |
| 2018.04.02 | 2019.03.29 | 吉松欣史                                                         | 中島三奈（なかじま・みな）            | 山本奈央（やまもと・なお）   | 佐藤万里奈（さとう・まりな）   |
| 2019.04.01 | 2020.03.27 | 廣瀬雄大（ひろせ・ゆうた） 鈴木聡彦（すずき・あきひこ）          | 中島三奈（なかじま・みな）            | 赤塚安莉（あかつか・あんり） | 森本まりあ（もりもと・まりあ） |
| 2020.03.30 | 2022.04.01 | 鈴木聡彦 藤重博貴（ふじしげ・ひろき）                            | 緒方直加（おがた・なおか）            | 赤塚安莉（あかつか・あんり） | 森本まりあ（もりもと・まりあ） |
| 2022.04.04 | 2022.07.01 | 鈴木聡彦 田中秀喜（たなか・ひでき） 富田典保（とみた・のりやす） | 緒方直加 赤塚安莉（あかつか・あんり） | (不在)                       | 酒井美穂（さかい・みほ）       |
| 2022.07.04 | 2023.03.31 | 田中秀喜 富田典保                                                | 緒方直加 赤塚安莉（あかつか・あんり） | (不在)                       | 酒井美穂（さかい・みほ）       |
| 2023.04.03 | 2024.03.29 | 田中秀喜 富田典保                                                | 緒方直加 赤塚安莉（あかつか・あんり） | (不在)                       | 池田康貴（いけだ・こうき）     |
| 2024.04.01 | 2025.03.28 | 田中秀喜 富田典保                                                | 緒方直加 梅田真奈（うめだ・まな）     | (不在)                       | 池田康貴（いけだ・こうき）     |
| 2025.03.31 | 2025.06.27 | 田中秀喜 富田典保                                                | 梅田真奈 藤林理子（ふじばやし・りこ） | (不在)                       | 池田康貴（いけだ・こうき）     |
| 2025.06.30 | 現在       | 喜多賢治（きた・けんじ） 富田典保                                | 梅田真奈 藤林理子（ふじばやし・りこ） | (不在)                       | 池田康貴（いけだ・こうき）     |

キャスター代行アナウンサー
- 後藤理（ごとう・ただし）（2015年7月まで、現在東京アナウンス室、2025年8月に応援派遣され、時間短縮ではあるものの10年ぶりに代理キャスターを担当。）[14]
- 戸部眞輔（とべ・しんすけ）（2017年7月まで、大相撲取材兼務、現在福岡局）[15]
- 原田徹（はらだ・とおる） -2013年6月に福岡局へ異動する直前まで不定期で担当。
- 神戸和貴（かんべ・かずたか） - 2022年12月、2025年6月に担当。
- 藤澤義貴（ふじさわ・よしたか）-福岡局より応援派遣され、2025年8月に担当。

## 『ロクいち!福岡』とのコラボ企画

### 筑豊WEEK
概要
- 当番組と『ロクいち!福岡』の完全コラボ企画として筑豊地方の魅力について2024年1月29日から5日間生放送（番組表上では『ロクいち!福岡』扱い）した[16][17][18][19][20][21]。

放送時間
- 2024年1月29日 - 2月2日　18:10 - 19:00（2月2日のみ18:59）

出演者（所属は出演当時）
- 北九州局スタジオ（1月29日 - 2月1日・キーステーション）
  - 富田典保（北九州局アナウンサー・1月29日 - 30日）、田中秀喜（北九州局アナウンサー・1月31日 - 2月1日）、姫野美南（福岡局アナウンサー）、福地礼奈（福岡局契約キャスター）、池田康貴（北九州局、気象予報士）
- 中継班（1月29日 - 2月1日）
  - 一橋忠之（福岡局アナウンサー）、赤塚安莉（北九州局契約キャスター・1月29日 - 30日）、緒方直加（北九州局契約キャスター・1月31日 - 2月1日）、吉竹顕彰（福岡局、気象予報士）
- 旧伊藤伝右衛門邸（2月2日・キーステーション）
  - 一橋忠之、緒方直加、姫野美南、池田康貴（気象予報士）
- 中継（桂川町・2月2日）
  - 福地礼奈
- 福岡局スタジオ（ニュース）
  - 池田陽香（1月29日 - 31日）、野口葵衣（2月1日 - 2日）（いずれも福岡局アナウンサー）
- 福岡局スタジオ（気象情報・2月2日）
  - 吉竹顕彰（気象予報士）

主なコーナー
- 情熱LIVE
  - 1日目は香春町の室内スケートパーク、2日目は田川市の漆喰工場、3日目は直方市の直方駅前グルメ、4日目は福智町のキャンプ場、最終日は飯塚市の旧伊藤伝右衛門邸。
- クローズアップ筑豊
  - 1日目は香春町廃校跡及び空き家の活用について、2日目は田川市地域連携で町おこしの取り組みや課題について北九州局及び福岡局の記者が取材した。
- 出張お天気コラボ（水曜は気象双方向）
  - 1日目から4日目までは、吉竹が現地から筑豊地方の明日の天気（後半は明日の天気のポイント）を伝え、池田がスタジオから県内の気象情報を伝えた。
  - 最終日は、池田が現地から筑豊地方の明日の天気（後半は明日の天気のポイント）を伝え、吉竹（後半のみ野口とともに出演）がスタジオから県内の気象情報を伝えた。
- きょうの県内のニュース
- 筑豊ラヴァーズ（『ニュースブリッジ北九州』定番コーナー「北九州ラヴァーズ」の筑豊版）
- Chkkuhou散歩
  - 霊峰・英彦山（1月31日放送）など。
- 筑豊きらり（平成筑豊鉄道の各駅をめぐり、街ゆく人にあなたのきらりを聞くコーナー・『ニュースブリッジ北九州』定番コーナー）
  - 糸田線松山駅を紹介（1月30日放送）
- ふくトピ（NHKスタッフが福岡のみなさんを訪ねてとっておきのトピックを聞かせていただくコーナー・『ロクいち!福岡』定番コーナー）
  - 小竹町（1月31日放送）
- むらトピ
  - 赤村（1月31日 - 2月1日放送）
- 筑豊プレイバック（NHKのアーカイブス映像をひもとき懐かしい筑豊の姿を伝えるコーナー）
  - 1日目は筑豊電鉄、2日目は1960年代の筑豊の子どもたちの映像をAIカラー化で再現。
- 教えて!きらり
  - 視聴者から筑豊地方おすすめのスポットなどについて写真で紹介（最終日は桂川町の喫茶店から中継）。
- 食イチ!（2月1日放送・『ロクいち!福岡』定番コーナー）
  - 方城すいとんを紹介。
- 追跡!バリサーチ（2月2日放送・『ロクいち!福岡』定番コーナー）
  - 「どうなってる? 嘉穂劇場」として営業再開に向けた準備へ進めている嘉穂劇場の現在について福岡局のスタッフが取材した。